# Enhydrosoma lacunae
Enhydrosoma lacunae is een eenoogkreeftjessoort uit de familie van de Cletodidae. De wetenschappelijke naam van de soort is voor het eerst geldig gepubliceerd in 1933 door Jakubisiak.